# 岩间站
岩间站（日语：／ Iwama eki */?）位于茨城县笠间市，是东日本旅客铁道（JR東日本）管辖的鐵路車站。

## 历史
- 1895年11月4日 - 作为日本铁道车站投入运营。
- 1909年10月12日 - 归属常磐线。
- 1971年10月1日 - 取消办理货运业务。
- 1987年4月1日 - 国铁分割民营化后成为JR东日本车站。
- 2001年11月18日 - 支持使用Suica。
- 2012年7月24日 - 上跨式站房竣工。东西联络通道和东口开始使用。发车音乐变更。
- 2019年1月31日 - 绿色窗口停止营业。

## 车站结构
侧式站台2台2线构成的地上车站。跨线式站房，上下行线之间原来的配线已经被拆除。
友部站管理，JR东日本车站服务委托的业务委托站。设有Suica自动闸机和指定席自动售票机。

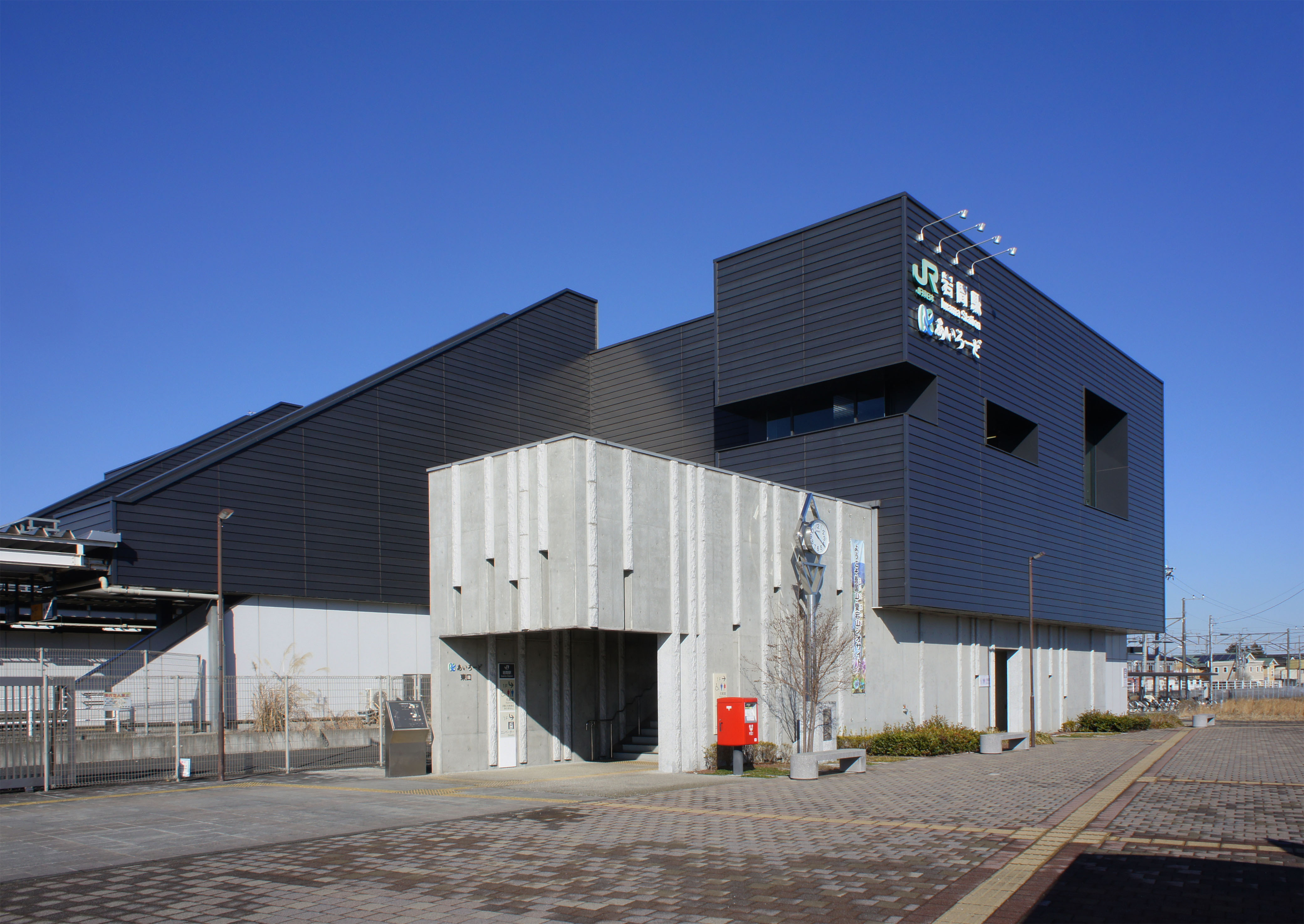
東口（2022年1月）
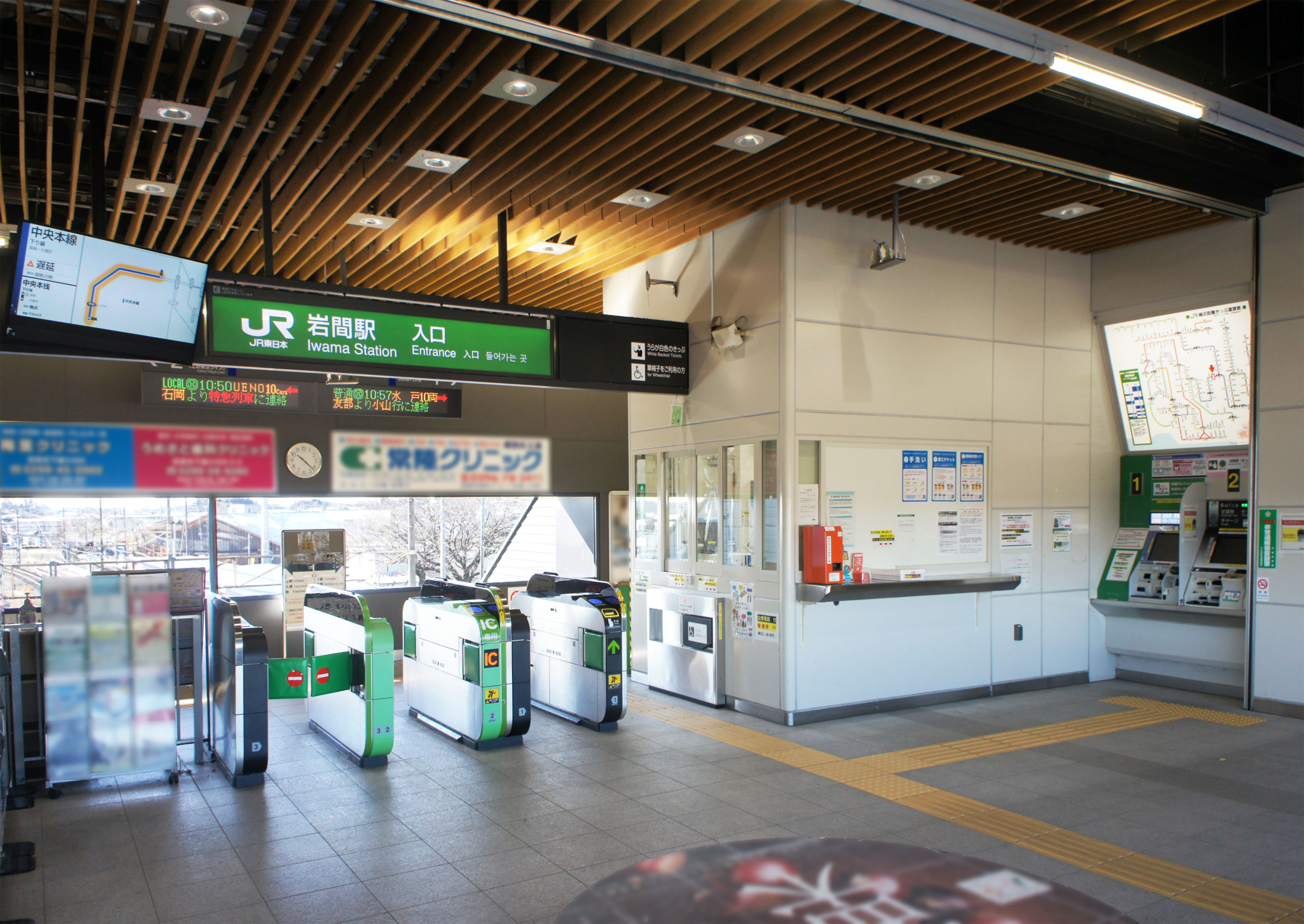
檢票口（2022年1月）
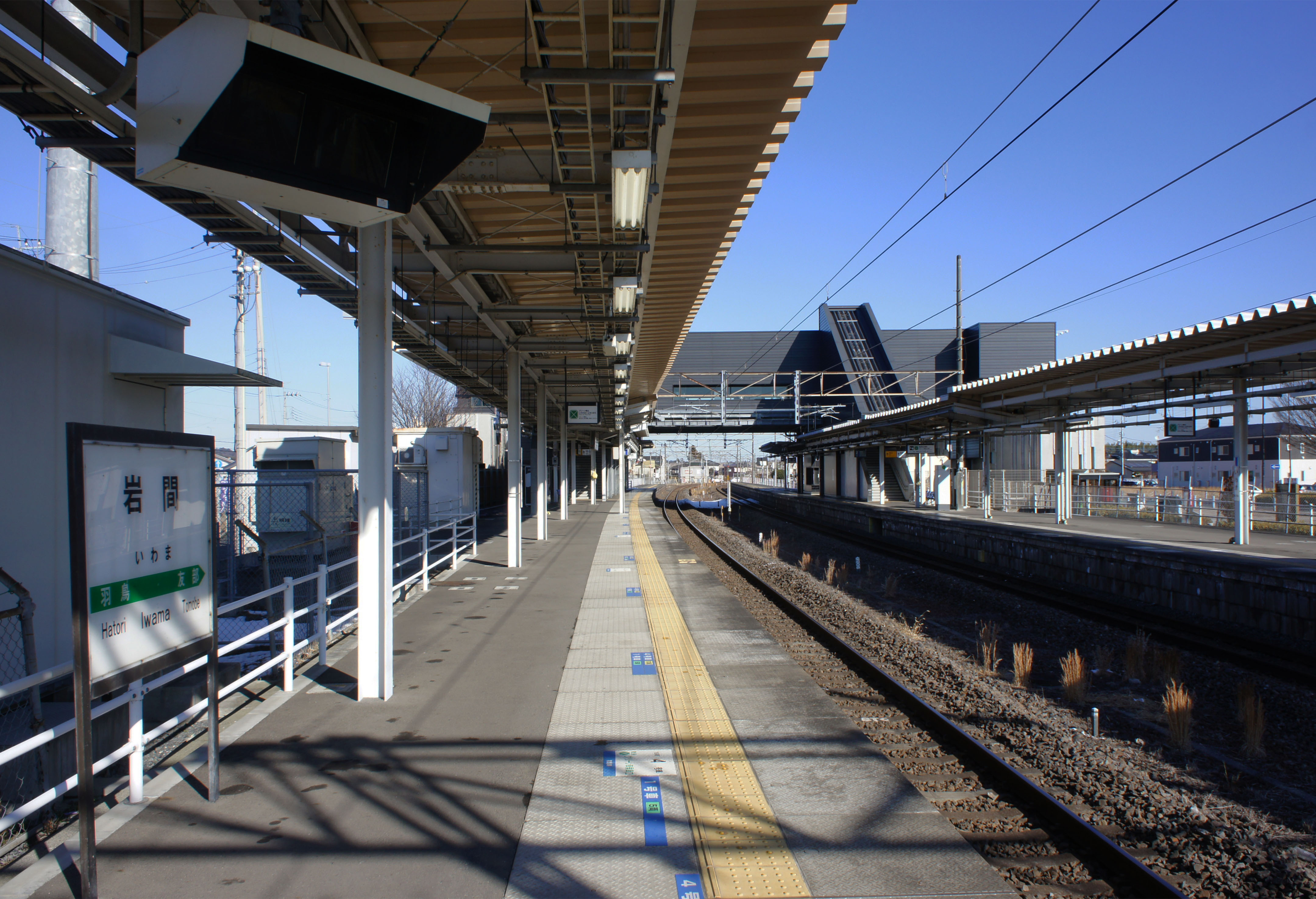
月台（2022年1月）

### 站台配置
| 站台 | 路线    | 方向 | 目的地                                          |
| ---- | ------- | ---- | ----------------------------------------------- |
| 1    | ■常磐線 | 下行 | 水户、日立、磐城方向                            |
| 2    | ■常磐線 | 上行 | 石冈、土浦、上野、東京、品川方向 （上野东京线） |

（來源：JR東日本:車站構內圖 （页面存档备份，存于））

## 使用情况
根據JR東日本，2018年度（平成30年度）1日平均上車人次為1,360人。
近年的推移如下表。
| 上車人次推移       | 上車人次推移     | 上車人次推移    |
| 年度               | 1日平均 上車人次 | 來源            |
| ------------------ | ---------------- | --------------- |
| 2000年（平成12年） | 1,653            | [ 利用客数 1 ]  |
| 2001年（平成13年） | 1,628            | [ 利用客数 2 ]  |
| 2002年（平成14年） | 1,588            | [ 利用客数 3 ]  |
| 2003年（平成15年） | 1,588            | [ 利用客数 4 ]  |
| 2004年（平成16年） | 1,544            | [ 利用客数 5 ]  |
| 2005年（平成17年） | 1,531            | [ 利用客数 6 ]  |
| 2006年（平成18年） | 1,532            | [ 利用客数 7 ]  |
| 2007年（平成19年） | 1,494            | [ 利用客数 8 ]  |
| 2008年（平成20年） | 1,492            | [ 利用客数 9 ]  |
| 2009年（平成21年） | 1,455            | [ 利用客数 10 ] |
| 2010年（平成22年） | 1,372            | [ 利用客数 11 ] |
| 2011年（平成23年） | 1,350            | [ 利用客数 12 ] |
| 2012年（平成24年） | 1,341            | [ 利用客数 13 ] |
| 2013年（平成25年） | 1,366            | [ 利用客数 14 ] |
| 2014年（平成26年） | 1,377            | [ 利用客数 15 ] |
| 2015年（平成27年） | 1,366            | [ 利用客数 16 ] |
| 2016年（平成28年） | 1,410            | [ 利用客数 17 ] |
| 2017年（平成29年） | 1,372            | [ 利用客数 18 ] |
| 2018年（平成30年） | 1,360            | [ 利用客数 19 ] |

## 相鄰車站
東日本旅客鐵道（JR東日本）
■常磐线 
羽鳥－岩間－友部

### 使用情况
1. ↑  . 東日本旅客鉄道.   [2019-03-06]. （原始内容存档于2019-03-27）.
2. ↑  . 東日本旅客鉄道.   [2019-03-06]. （原始内容存档于2019-03-27）.
3. ↑  . 東日本旅客鉄道.   [2019-03-06]. （原始内容存档于2019-03-27）.
4. ↑  . 東日本旅客鉄道.   [2019-03-06]. （原始内容存档于2019-03-27）.
5. ↑  . 東日本旅客鉄道.   [2019-03-06]. （原始内容存档于2019-03-27）.
6. ↑  . 東日本旅客鉄道.   [2019-03-06]. （原始内容存档于2019-03-27）.
7. ↑  . 東日本旅客鉄道.   [2019-03-06]. （原始内容存档于2019-03-27）.
8. ↑  . 東日本旅客鉄道.   [2019-03-06]. （原始内容存档于2019-04-02）.
9. ↑  . 東日本旅客鉄道.   [2019-03-06]. （原始内容存档于2019-03-27）.
10. ↑  . 東日本旅客鉄道.   [2019-03-06]. （原始内容存档于2019-03-27）.
11. ↑  . 東日本旅客鉄道.   [2019-03-06]. （原始内容存档于2019-03-27）.
12. ↑  . 東日本旅客鉄道.   [2019-03-06]. （原始内容存档于2019-03-27）.
13. ↑  . 東日本旅客鉄道.   [2019-03-06]. （原始内容存档于2018-10-26）.
14. ↑  . 東日本旅客鉄道.   [2019-03-06]. （原始内容存档于2016-04-04）.
15. ↑  . 東日本旅客鉄道.   [2019-03-06]. （原始内容存档于2019-03-27）.
16. ↑  . 東日本旅客鉄道.   [2019-03-06]. （原始内容存档于2019-03-23）.
17. ↑  . 東日本旅客鉄道.   [2019-03-06]. （原始内容存档于2017-07-29）.
18. ↑  . 東日本旅客鉄道.   [2019-07-09]. （原始内容存档于2018-07-06）.
19. ↑  . 東日本旅客鉄道.   [2019-07-09]. （原始内容存档于2019-07-05）.

## 外部連結
- 車站資訊（岩間）：東日本旅客鐵道